# یواس‌اس هول (دی‌دی-۷۶۸)
یواس‌اس هول (دی‌دی-۷۶۸) (به انگلیسی: USS Hoel (DD-768)) یک کشتی بود که طول آن 390&nbsp;ft 6&nbsp;in (119&nbsp;m) (overall) بود. این کشتی در سال ۱۹۴۶ ساخته شد.